# Drac

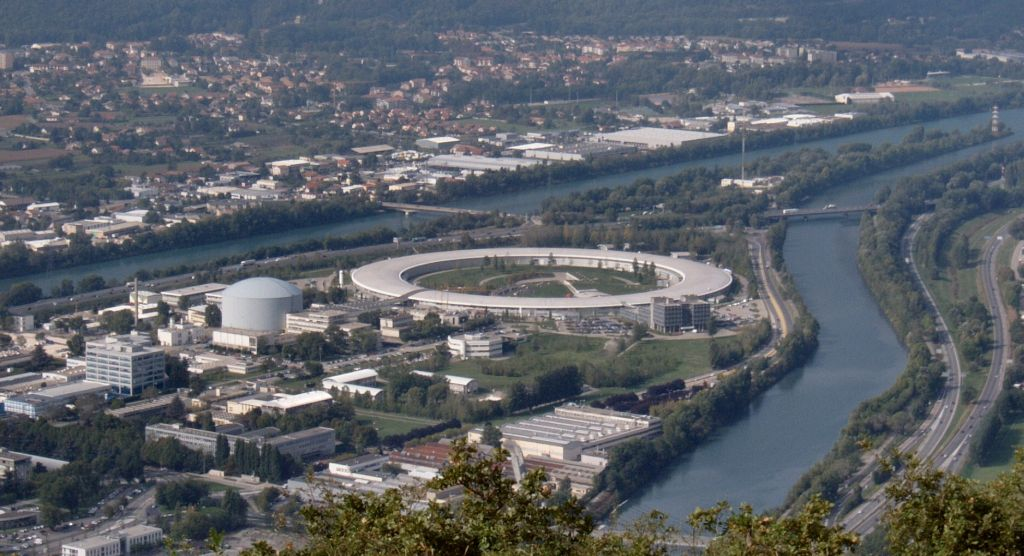
Ujście rzeki Drac (z tyłu) do Isère (z przodu) w Grenoble

Drac (fr. Le Drac) – rzeka w Alpach Delfinackich we Francji. Jej dolina na znacznym odcinku oddziela krystaliczne masywy centralne na wschodzie (Écrins) od wapiennych masywów Prealp na zachodzie (Dévoluy, Vercors).
Rzekę tworzą dwa potoki źródłowe: Drac Noir (D. Czarny) na południu (dolina Orcières) i Drac Blanc (D. Biały) na północy (dolina Champoléon). Źródła obu potoków znajdują się na południowych obrzeżach grupy górskiej Écrins na terenie Parku Narodowego Écrins: źródła D. Noir znajdują się na wysokości ok. 2550–2600 m n.p.m. na północnych stokach szczytu Le Mourre Froid (2994 m n.p.m.), zaś źródła D. Blanc na wysokości ok. 2650 m n.p.m. na zachodnich zboczach szczytu Pointes de Rougnoux (3179 m n.p.m.). Oba potoki mają po ok. 15 km długości i łączą się na wysokości ok. 1170 m n.p.m.
Drac spływa początkowo w kierunku południowo-zachodnim, po czym wykręca ku północnemu zachodowi, a następnie ku północy. Na terenie Grenoble na wysokości 208 m n.p.m. Drac wpada do Isère. Długość rzeki od połączenie potoków źródłowych do jej ujścia do Isère wynosi 130 km.
Powierzchnia dorzecza Drac wynosi ok. 3550 km². Największym dopływem jest Romanche, opływająca od północy grupę Écrins i łącząca się z Drac w Champ-sur-Drac, niespełna 15 km przed Grenoble. Pozostałe większe dopływy Drac prawobrzeżne to Séveraisse z doliny Valgaudemar i Bonne z doliny Valbonnais, zaś lewobrzeżne to Souloise z masywu Dévoluy, Ebron z regionu Trièves i Gresse z wschodnich podnóży masywu Vercors. Najwyższym punktem na terenie dorzecza Drac (ściśle: jej dopływu Romanche) jest Pic Lory (4088 m n.p.m.) w masywie Barre des Écrins.
Drac i jej dopływy posiadają reżim rzeczny deszczowo-śnieżny. Średni przepływ wieloletni rzeki w rejonie Fontaine, tuż powyżej jej ujścia do Isère, wynosi 102 m³/s. Drac jest rzeką kapryśną i charakteryzuje się znacznymi wahaniami przepływów. Zachowały się zapiski o jej wylewach i powodziach, m.in. z 1219 r., kiedy rzeka zniosła rzymski most i większość domów w Grenoble. W środkowym biegu na wysokości Pont du Sautet średni przepływ wynosi ok. 33 m³ na sekundę, natomiast podczas wezbrania we wrześniu 1993 r. wyniósł on ponad 770 m³ na sekundę. W celu wyrównania przepływów i wykorzystania energii wód rzeki, wybudowano na niej 4 zapory wodne ze zbiornikami retencyjnymi i elektrowniami wodnymi: Le Sautet; Saint-Pierre-Cognet; Monteynard; Notre-Dame-de-Commiers.